# Wenzel S. Spingler
Wenzel S. (Sebastian) Spingler (* 1964 in Reutlingen) ist ein deutscher Hochschullehrer und 3D-Designer. Er lehrt seit 2010 als Professor für Mediendesign im Fachbereich Design an der Fachhochschule Münster.

## Biografie
Spingler studierte nach dem Abitur in Stuttgart Malerei bei Michael Buthe an der Kunstakademie Düsseldorf und war später Meisterschüler von Gerhard Richter. Während des Studiums erhielt er ein DAAD-Stipendium zum Studium an der School of the Art Institute, Chicago, USA. Nach dem Studium arbeitete er zunächst als Grafiker/Junior Art Director bei der Agentur StöhrScheer in Düsseldorf.
1996 gründete Spingler sein Büro für 3D-Visualisierungen »aplant«. Seitdem entstanden viele Visualisierungen u. a. für die Werbeagentur BBDO in Düsseldorf und eine langjährige Zusammenarbeit mit dem renommierten Designbüro meiréundmeiré und Mike Meiré in Köln. Seit 2001 kontinuierliche Schulungstätigkeiten für Agenturen u. a. in Hamburg, Köln, Düsseldorf und Wiesbaden. Für den Otto Versand in Hamburg baut W. Spingler eine neue Abteilung für 3D-Visualisierung auf. Seit 2004 Zusammenarbeit mit Prof. Johannes Bergerhausen der Hochschule Mainz am Projekt »decodeunicode«, das mit vielen internationalen Preise ausgezeichnet wurde.
2010 wird Spingler zum Professor für Mediendesign an die Fachhochschule Münster berufen.
Seit 2012 arbeitet Wenzel Spingler gemeinsam mit dem Fotokünstler Thomas Ruff an einer Serie namens »Photograms«. Diese Arbeiten beziehen sich auf das historische Fotogramm, wurden jedoch durch die Simulation einer virtuellen Dunkelkammer komplett digital erstellt und teilweise mit dem Superrechner Juropa des Forschungszentrum Jülich gerendert. So entstanden rein virtuelle, großformatige farbige Schattenbilder. Die Fotoserie wurde seit 2014 u. a. in der Galerie David Zwirner in New York, dem S.M.A.K. in Gent, der Galerie Konrad Fischer Düsseldorf und der Kunsthalle Düsseldorf ausgestellt.

## Preise
- Imagina, Monte Carlo, Bronze für VR Herz-Simulation
- 100 Beste Plakate, ADC Bronze, IF Award Gold, TDC New York und RedDot Best of the Best für die Zusammenarbeit mit Prof. Johannes Bergerhausen am Projekt decodeunicode, 2005–2011